# Jan Metzelaar
Jan Metzelaar est un ichtyologiste américain d’origine  néerlandaise, né le 21 octobre 1891 aux Pays-Bas et mort le 4 octobre 1929 pres d' Alpena (Michigan).

## Biographie
Il fait ses études à l’université d’Amsterdam notamment auprès de Max Carl Wilhelm Weber (1852-1937). Il obtient son doctorat en 1919 avec une thèse sur la systématique des poissons de l’Atlantique tropicale. Il émigre aux États-Unis d'Amérique en 1923 et entre, presque aussitôt, comme expert des pêches au Michigan Department of Conservation. Il obtient la nationalité américaine le 2 octobre 1929, deux jours plus tard il se noie dans le lac "Grand Lake", 23 km au nord de la ville d'Alpena.
Il traduit en néerlandais la Philosophie zoologique de Jean-Baptiste de Lamarck (1744-1829).

## Source
- Anonyme (1930). Jan Metzelaar, 1891-1929, Copeia, 1930 (1) : 23-24.  (ISSN 0045-8511)